# Sphinxtempel von Gizeh (Altes Reich)
Der Sphinxtempel von Gizeh aus dem Alten Reich ist ein altägyptischer Tempel auf dem Gizeh-Plateau am Fuße der großen Sphinx. Er gilt als wichtiges Zeugnis für die Tempelbautätigkeit im Alten Reich. Der Tempel wurde wahrscheinlich vom altägyptischen König Cheops oder Chephren errichtet.

Grundriss von Taltempel, Sphinx und Sphinxtempel

Der Steintempel ist 52,5 m breit, 44,7 m tief und wurde zwischen 1925 und 1932 bei der Freilegung des Geländes östlich der großen Sphinx entdeckt. Der Tempel liegt nur acht Meter entfernt innerhalb des Vorhofes der Sphinx und stand vermutlich mit dieser im kultischen Zusammenhang. In der Sphinx und dem Tempel vereinigen sich Aspekte des Sonnen- und Königskultes. Da die Sphinx in der 18. Dynastie eine Erscheinungsform des Gottes Harmachis („Horus im Horizont“) darstellte, wurde der Bau von Ricke und Schott auch als Harmachis-Tempel bezeichnet, obwohl es für die Zeit der Erbauung keine Hinweise auf diese Verehrung im Tempel gibt.

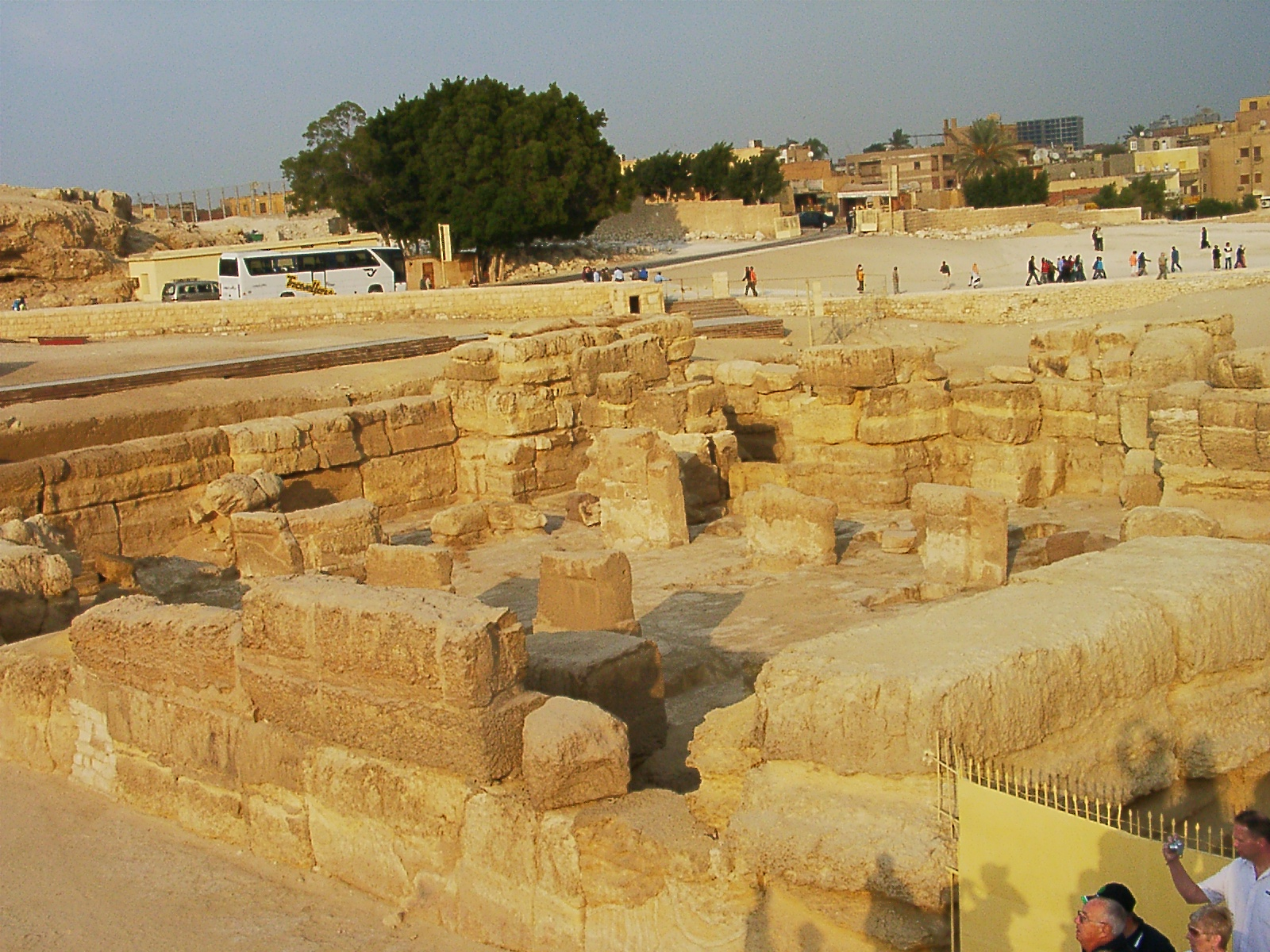
Überreste des Sphinxtempels

Im Zentrum des stark symmetrischen Bauwerks befindet sich ein nach oben geöffneter Innenhof, um den zehn oder zwölf Kolossalstatuen des Gottkönigs standen. Der offene Hof diente wahrscheinlich zur Einbeziehung des Sonnenlichtes in den Königskult. Die Architektur war vermutlich nach der Sonnenbahn ausgerichtet, da sich im Osten und Westen des Hofes nach innen abgestufte Hallen aus monolithen Granitpfeilern befinden. Als einzigartiges Merkmal besitzt der Tempel zwei Sanktuare. Vom Osten führen, wie beim benachbarten Taltempel der Chephren-Pyramide, zwei Eingänge durch die Fassade. Der Mauerkern wurde teilweise aus den Kalkfelsen gemeisselt und mit Granitblöcken verkleidet, die heute größtenteils verschwunden sind. Der Boden bestand aus polierten Alabasterplatten.
Da der Tempel unvollendet blieb und keine zeitgenössischen Inschriften vorhanden sind, kann nicht mit Sicherheit bestimmt werden, wer der Erbauer war und welcher König in dem Tempel verehrt wurde. Nach Meinung der Forscher kommen nur die Könige Cheops und Chephren in Frage, die genaue Zuordnung bleibt jedoch strittig und hängt eng damit zusammen, wer davon der Erbauer der großen Sphinx war. Auffällig ist, dass der Taltempel des Chephren und der Sphinxtempel große Ähnlichkeiten aufweisen und offenbar miteinander in Verbindung standen. Während nach Dieter Arnold der Taltempel zeitlich vor dem Sphinxtempel entstand und somit Chephren der Erbauer war, ist die bauliche Abfolge nach anderen Meinungen weniger eindeutig. Rainer Stadelmann und Zahi Hawass vertreten die These, dass im Sphinxtempel, in Anlehnung an die Gedächtnistempel des Neuen Reichs, Chephrens Vater Cheops verehrt wurde, wobei Stadelmann einen Kult zu Lebzeiten des Cheops und Hawass eine posthume Verehrung vermutet.